# Y si te vi, no me acuerdo
Y si te vi, no me acuerdo es una película de carretera peruano-alemana dirigida por Miguel Barreda-Delgado. La cinta está protagonizada por los actores Miguel Iza, Marisol Palacios y Matthias Dittmer. La película es considerada la primera road-movie realizada en Perú y fue estrenada en los cines peruanos en 2011, tras ocho años de espera.

## Sinopsis
Los caminos de un hombre en busca de su pasado, una mujer en busca de su futuro y otro hombre con una meta obsesiva, se cruzan en la carretera Panamericana.[cita requerida]

## Elenco
Los actores que participan en esta película son:
- Marisol Palacios como Eva María.
- Miguel Iza como Lagarto.
- Mathías Dettmer como Jo.
- Gilberto Torres
- Delfina Paredes

## Producción
La película se filmó entre 1999 y 2000 en formato DigiBeta y se completó en su totalidad en 2001.[cita requerida]

## Recepción
La película estaba programada para ser estrenada luego de una transferencia al formato cinta de 35mm, pero no se pudo estrenar porque no consiguieron el dinero necesario ($40,000 dólares) para la transferencia al formato de 35mm.

### Festivales
Tras no conseguir financiación, la película se proyectó en diversos festivales como el Festival de Cine Iberoamericano de Quito, en Ecuador en 2003, donde ganó el Premio del Público, además de ser proyectada en la televisión alemana y española.

### Estreno en cines
La película se estrenó comercialmente el 5 de mayo de 2011 en los cines peruanos tras 8 años del rodaje. Luego de haber obtenido el dinero suficiente de CONACINE, para trasladar la película al formato correcto.